# Geoffroy z Beaulieu
Geoffroy z Beaulieu (francouzsky Geoffroy de Beaulieu) byl člen dominikánského řádu, zpovědník francouzského krále Ludvíka IX. a autor pochvalného spisu Život a svaté chování Ludvíka zbožné paměti, někdejšího francouzského krále.
Geoffroy pocházel z normandské šlechty a jak sám zdůrazňuje ve svém díle, stal se zpovědníkem krále v jeho posledních zhruba dvaceti letech života. Doprovázel jej na křížové výpravě do Tunisu a byl svědkem jeho skonu. Na žádost papeže Řehoře X. sepsal stručný hagiografický spis, jenž měl posloužit k zahájení kanonizačního procesu krále Ludvíka.